# Волохонская, Лариса Гиршевна
Лариса Гиршевна Волохонская (род. 1945) — переводчик на английский язык. В паре с мужем — поэтом и переводчиком Ричардом Пивером — наиболее известные современные переводчики русской классической прозы на английский язык.

## Биография
Родилась 1 октября 1945 года в Ленинграде, сестра поэта Анри Волохонского.
Окончила отделение математической лингвистики филологического факультета Ленинградского университета. Работала в Институте морской биологии во Владивостоке, была на Сахалине и Камчатке (1968—1973). Автор научных трудов в этой области.
В 1973 году эмигрировала в Израиль, занималась литературной деятельностью, в частности переводами. С 1975 года жила в США. В 1977—1979 годах училась в Yale Divinity School в Нью-Хэвене, штат Коннектикут, и в 1979—1981 годах — в Свято-Владимирской Духовной семинарии (Крествуд, штат Нью-Йорк), где её педагогами были Александр Шмеман и Иван Мейендорф.
С 1988 года Лариса Волохонская живёт в Париже, где вместе с мужем — Ричардом Пивером (англ. Richard Pevear), с которым познакомилась в Соединённых Штатах в 1976 году, — занимается переводами русской литературы на английский язык. Вышла замуж за Пивера в 1982 году, супруги имеют троих детей.

## Награды
- Награждена Почетной медалью Министерства иностранных дел (1992), орденом «За заслуги» (2001)[3]
- Лауреат Международной премии имени Ефима Эткинда 2006 года в номинации «За лучшую книгу, изданную в России или на Западе, посвящённую истории, теории или практике художественного перевода» за перевод романа Ф. М. Достоевского «Идиот» на английский язык
- Лауреат премии за выдающиеся переводы на английский язык (PEN Translation Prize), учреждённой американским ПЕН-клубом в 1963 году:

1991 — за перевод романа «Братья Карамазовы» Ф. М. Достоевского
2002 — за перевод романа «Анна Каренина» Л. Н. Толстого

## Научные публикации
- Волохонская Л. Г., Викторовский P. M. О возможности определения доли наследственной компоненты в изменчивости икры у рыб // Научные сообщения Института биологии моря. Владивосток, 1971. — Вып. 2. — С.42—44.